# Konstanty Cudny
Konstanty Cudny (ur. 26 października 1928 w Bielsku Podlaskim, zm. 5 czerwca 2009) – inżynier budowy okrętów, profesor zwyczajny nauk technicznych, wykładowca Wyższej Szkoły Marynarki Wojennej i Politechniki Gdańskiej.

## Życiorys
Po ukończeniu gimnazjum w 1947 roku Konstanty Cudny rozpoczął studia na Wydziale Budowy Okrętów Politechniki Gdańskiej. Ukończył je w 1952 roku, uzyskując tytuł magistra nauk technicznych, inżyniera budowy okrętów. Powołany do służby wojskowej, został podporucznikiem Marynarki Wojennej i wykładowcą w Szkole Specjalistów Morskich w Ustce. Po dwóch latach został kierownikiem Rejonowego Przedstawicielstwa Wojskowego w Stoczni Gdynia (wówczas im. Komuny Paryskiej). Z ramienia marynarki sprawował nadzór techniczny nad budową okrętów, początkowo na licencji radzieckiej, następnie także według polskich projektów, jak również modernizacją niszczycieli „Burza” i „Błyskawica”.
W 1969 roku obronił rozprawę doktorską na Politechnice Gdańskiej. W tym samym czasie został przeniesiony do Wyższej Szkoły Marynarki Wojennej, jako szef Katedry Konstrukcji Maszyn. Kolejno zajmował stanowiska zastępcy komendanta Wydziału ds. Naukowych, komendanta Instytutu Podstaw Budowy Maszyn Okrętowych i komendanta (odpowiednik dziekana uczelni cywilnych) Wydziału Mechaniczno-Elektrycznego. W 1971 roku został nominowany na stanowisko docenta, w 1978 roku profesora nadzwyczajnego Wyższej Szkoły Marynarki Wojennej. W 1973 roku awansował do stopnia komandora. Prowadził badania nowych materiałów i technologii w budownictwie okrętowym. W 1990 roku uzyskał tytuł profesora zwyczajnego nauk technicznych. Rok później odszedł z zawodowej służby wojskowej, obejmując Katedrę Materiałoznawstwa Okrętowego i Oceanotechnicznego Politechniki Gdańskiej. Na emeryturę przeszedł w 2003 roku. Zmarł 5 czerwca 2009 roku i został pochowany na cmentarzu komunalnym w Sopocie (kwatera N6-3-17).
Niektóre publikacje

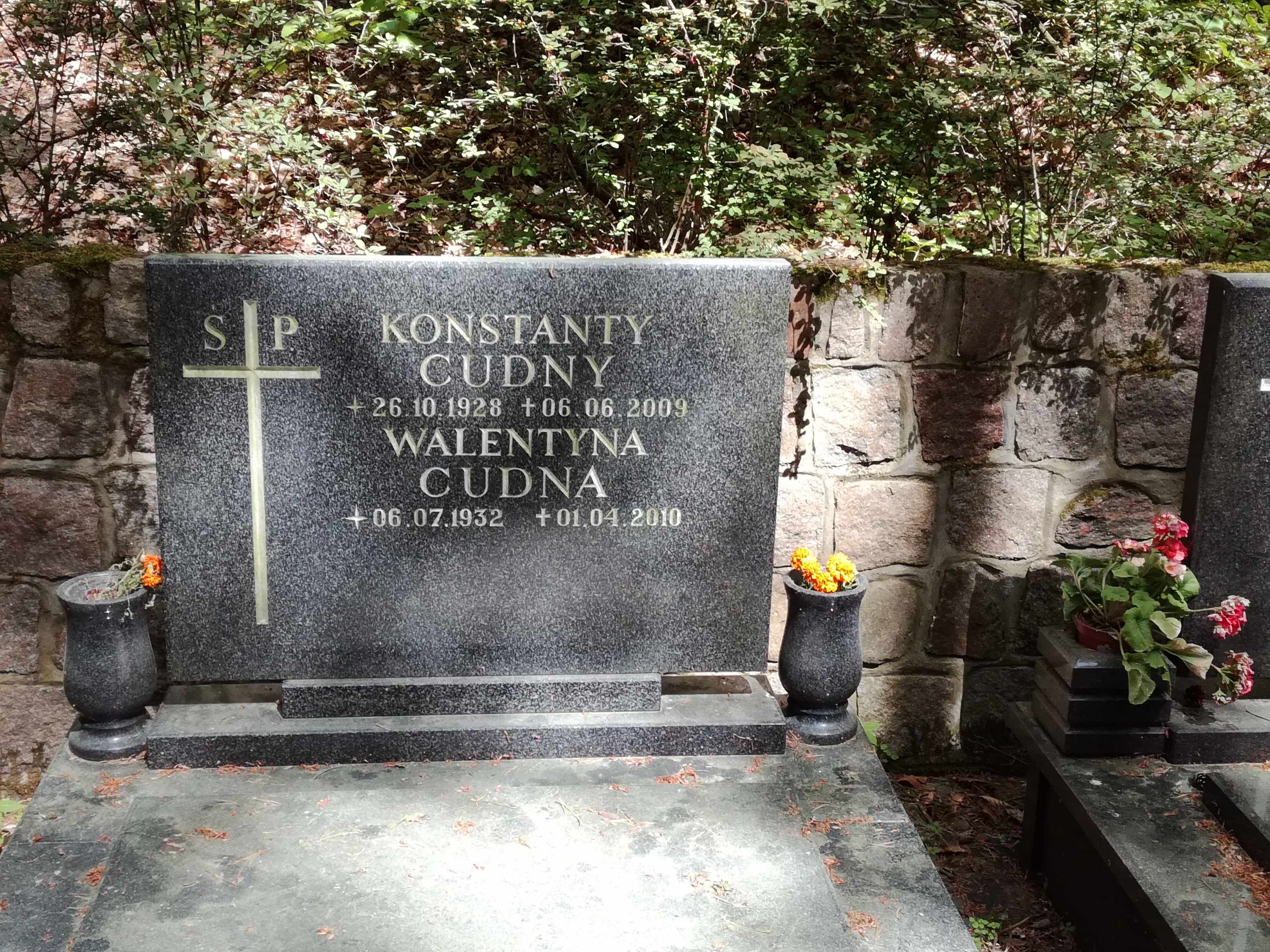
Grób Konstantego Cudnego na cmentarzu komunalnym w Sopocie

- Stopy aluminium w budownictwie okrętowym (1971)
- Linie wałów okrętowych (1976)
- Konstrukcje okrętowe ze stopów aluminium (1976)
- Stopy metali przeznaczone na kadłuby okrętowe i konstrukcje oceanotechniczne (1984)
- Stopy metali na kadłuby okrętów (1989)
- Linie wałów okrętowych: Konstrukcje i obliczenia (1990)